# الكعابي القديمة
قرية الكعابى القديمة هي إحدى القرى التابعة لمركز سنورس في محافظة الفيوم في جمهورية مصر العربية. حسب إحصاءات سنة 2006، بلغ إجمالي السكان في الكعابى القديمة 2163 نسمة، منهم 1119 رجل و1044 امرأة.